# ラス・パルマス・デ・グラン・カナリア大学
ラス・パルマス・デ・グラン・カナリア大学（スペイン語: Universidad de Las Palmas de Gran Canaria）は、スペイン・カナリア諸島州ラス・パルマス県ラス・パルマス・デ・グラン・カナリアに本部を置く公立大学。略称はULPGC。
約24,000人の学生が学んでいる。34の学士号、31の修士号、13の博士号を授与している。エル・ムンド紙による2007年の大学ランキングでは、スペインにある48の公立大学の中で34位だった。

## 歴史
サンタ・クルス・デ・テネリフェ県のラ・ラグーナ大学に次いで、カナリア諸島州2番目の大学であり、ラス・パルマス県初の大学である。1989年にカナリア諸島工科学校を母体としてラス・パルマス・デ・グラン・カナリア大学が設立された。

## キャンパス

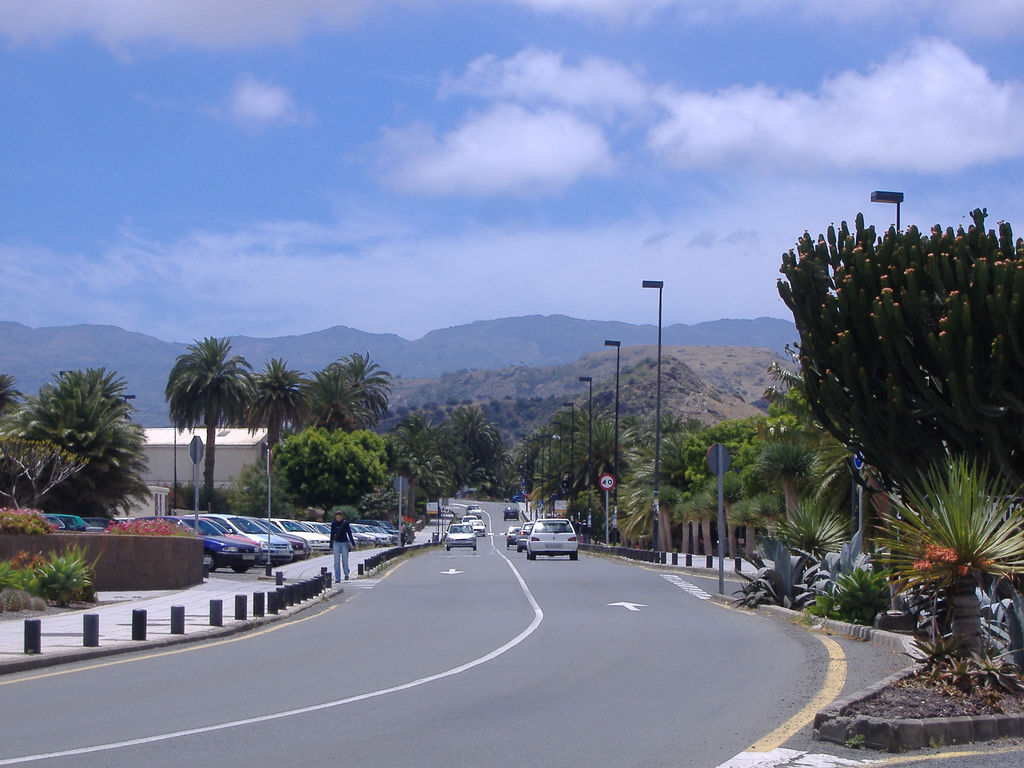
タフィラ・キャンパス

- グラン・カナリア島
タフィラ・キャンパス（メインキャンパス）
オベリスコ・キャンパス
サン・クリストバル・キャンパス
モンターニャ・カルドネス・キャンパス
- ランサローテ島
ランサローテ・キャンパス

## 学部・学校
- 建築大学校
- 観光大学校
- 獣医学校
- コンピュータ工学校
- 通信工学・電子工学校
- 産業土木学部
- 健康科学部
- 教育学部
- 翻訳・通訳学部
- 経済学・経営学部
- 法学部
- 地理学・歴史学部
- スポーツ科学部
- 哲学部
- 海洋学部